# Urs Baumann (Theologe)
Urs Baumann (* 26. November 1941 in Zürich) ist ein römisch-katholischer, schweizerischer Theologe.

## Leben
Baumann studierte von 1961 bis 1970 römisch-katholische Theologie an der Theologischen Fakultät Luzern, an der Julius-Maximilians-Universität Würzburg und an der Eberhard Karls Universität Tübingen. Von 1970 bis 1977 war Baumann als Pastoralreferent im Gemeindedienst und als regionaler Jugendseelsorger in der praktischen Seelsorgearbeit im Bistum Basel tätig. Seit 1993 ist Baumann Professor für Ökumenische Theologie an der Universität Tübingen. Baumann ist verheiratet und hat zwei Kinder. Er ist Unterzeichner des Memorandums „Kirche 2011: Ein notwendiger Aufbruch“.

## Werke (Auswahl)
- Erbsünde? Ihr traditionelles Verständnis in der Krise heutiger Theologie, (Ökumenische Forschungen II. Soteriologische Abteilung 2), Freiburg-Basel-Wien 1970.
- Die Ehe ein Sakrament?, Zürich 1988 (2. Aufl. 2022).
- (zus. mit Karl-Josef Kuschel): Wie kann denn ein Mensch schuldig werden? Literarische und theologische Perspektiven von Schuld, München 1990.
- Utopie Partnerschaft. Alte Leitbilder, neue Lebensformen, Düsseldorf 1994 (2. Aufl. 2020).
- (zus. mit Mark Reuter und Stephan Teuber): Seelsorgerliche Gesprächsführung. Ein Lernprogramm, Düsseldorf 1996.
- Christentum. Eine Einführung, Frankfurt am Main 2012.
- Was glauben wir zu wissen? Wissenschaft vor der Gottesfrage, Eberswalde 2020.

Festschrift
- Bernd Jochen Hilberath (Hrsg.): Ist Kirche planbar? Organisationsentwicklung und Theologie in Interaktion; [Urs Baumann zum sechzigsten Geburtstag], Mainz 2002.
- Bernd Jochen Hilberath (Hrsg.): Theologie im Gespräch. Eine Agenda für die Zukunft ; Festschrift für Urs Baumann. Lembeck, Frankfurt/M. 2006, ISBN 978-3-87476-522-0.

## Preise und Auszeichnungen (Auswahl)
- Bad Herrenalber Akademiepreis der Evangelischen Akademie Baden (1993)
- Kurt-Hellmich-Preis zur Förderung der Ökumenischen Theologie